# さんふらわあ (初代)
さんふらわあ（SUN FLOWER）は、日本高速フェリー、大洋フェリー、関西汽船が運航していたフェリー。

## 概要
日本高速フェリーの第一船として川崎重工業神戸工場で建造され、1972年2月1日に名古屋 - 高知 - 鹿児島航路に就航した。営業定員1000人・乗用車200台・10tトラック約80台又は8tトラック100台の積載、24ノット以上の航海速力、これまで日本で見られなかった本格的客室設備を基本方針とした。
当時日本国内に大型豪華客船がなかったため「さんふらわあ」が豪華船の代名詞ともなった。しかし石油ショック等に伴う経営不振のため1976年に係船。
係船後、商船三井グループが既存内航船社からの反対により貨物フェリーとしての免許認可が困難となった九州急行フェリーに関して、旅客フェリーを就航させる計画の変更に伴い当船と同じく名古屋 - 高知 - 鹿児島航路に就航していた同型船「さんふらわあ2」とともに1976年大洋フェリーに売却され翌年3月に大阪 - 苅田航路に就航。大洋フェリー就航に伴い船尾センターランプウェイを追加、ファンネル前部にディスコスペースを設置のほか船首部分に同社の「おりおん」「ぺがさす」の船体に描かれていた「流れ星」や太陽マークの蛍光カラー化、ドーム部の塗色変更など外観変更を行った。1979年7月には旅客設備のグレードアップ改装を実施、夜の航海に合わせた星をテーマとした公室の設置やプールの屋内化などを実施、船尾の左右ランプウェイの撤去などを行い総トン数が12,130トンに増加。
1984年には、関西汽船「フェリーこがね丸」「フェリーにしき丸」と当船・さんふらわあ2が等価交換され、関西汽船は当船・さんふらわあ2を来島どっくに売却し同社からのチャーターで大阪 - 神戸 - 別府航路に就航。
1990年11月、さんふらわあ2、くいーんふらわあ2、フェリーくろしお、くるしま7と合わせて22億5千万円で来島興産から関西汽船に売却された。
1998年、さんふらわあ あいぼりの就航により関西汽船から引退した。初代「さんふらわあ」5隻の中では最も長く最後まで日本国内で運航された。
その後、2000年に韓国へ売却、2005年には北朝鮮に売却されたが、いずれも船舶として使われたかどうかは不明。
2020年にはクルーズ客船並みの設備を持つフェリーの先駆けとして日本船舶海洋工学会「ふね遺産」に認定され、同年時点でさんふらわあの商標を保有する商船三井フェリーに認定書が授与された。

## 設計
船体は6層構造で上部からA - Fデッキと呼称した。Aデッキ（航海船橋甲板）は操舵室、乗組員区画および旅客区画、Bデッキ（遊歩甲板）、Cデッキ（上甲板）は旅客区画、Dデッキ（トラック甲板）、Eデッキ（乗用車甲板）は車両搭載区画、Fデッキ（乗組員甲板）は機関室および乗組員区画となっていた。ランプウェイは船首両舷および船尾両舷の4箇所にサイドランプが装備され、Dデッキに接続していた。
川崎重工業神戸工場で建造されたオーストラリア・ナショナル・ラインの貨物船「オーストラリアン・エンタープライズ」を船型のモデルとして、全長は高知港の港湾設備に合わせた185m、幅は神戸工場の船台に合わせた25m、吃水は各寄港地の水深に合わせた6.5ｍ以下とした。

## 船内
当初の船内は「太陽と緑、そして紺碧の海と青」を基本モチーフに寄港地の自然美を借景として融和するよう自然の重量感と上品で落ち着いた雰囲気のインテリアとした。また、客室の3分の2を個室または寝台、残り3分の1を大部屋とした。
4階
- ディスコ「スターダストホール」[7]（大洋フェリー時代以降、関西汽船時代はムーンライトラウンジ）
- グリルレストラン「サンバレー」[9]（関西汽船時代は「フランス料理レストラン グリル・ド・セゾン」）
- スカイルーム「スターライトプラザ」（関西汽船時代）
- 2等和室（関西汽船時代）

3階
- 特2等B室（和室120名[9] 大洋フェリー時代は「エコノミー（和）」、関西汽船時代は「2等」）
- 1等D室（和室13名×2室） - 結婚式場としての使用も可[9]。大洋フェリー時代は「1等客室（和）」
- 特等室（2名×18室 大洋フェリー時代に左舷側を和室化[7]、・右舷側に「特等客室」、関西汽船時代は「特等A」）
- 貴賓室（2名 大洋フェリー時代は「特別室」、関西汽船時代は「デラックスルーム」）
- 売店
- ゲームルーム[9]（大洋フェリー時代は「麻雀ルーム」）
- ゴーゴーホール「テンプテーションプラザ」 - 金張りの天井や回転ランプなどを配した[9]。（関西汽船時代は「ゲームコーナー」）
- 1等客用バー - ラウンジに隣接[9]
- バー「さんふらわあ」[9]
- ビュッフェ[9]（2箇所）
- 居酒屋[9]
- 子供室[9]
- ラウンジ - 透明アクリルボード等を用い格調高い雰囲気とした[9]。
- レストランシアター「エメラルド」[9]
- サニーガーデン[9]
- プール - 大型プールと子供用プールに分けて運用[9]。1979年の改装でサニーガーデン併合で室内化し「スターライトプール」となる[7]。

2階
- 2等和室「エコノミー」[7]（468名 大洋フェリー時代は「エコノミー（和）」、関西汽船時代は「2等」）
- 特2等A室（洋室、4名×39室[7] 大洋フェリー時代は「エコノミー（洋）」、関西汽船時代は「2等寝台A」）
- 1等A室（和洋室7名×22室[7] 大洋フェリー時代は「1等客室」、関西汽船時代は「特等B」）
- 1等B室（洋室5名×26室[7] 大洋フェリー時代は「グリーン」、関西汽船時代は「グリーン寝台」）
- 1等C室（和室8名×4室[7] 大洋フェリー・関西汽船時代は「1等客室」）
- インフォメーション[7]
- 浴室[7]
- ドライバーズルーム（大洋フェリー時代以降）

車両甲板
- 1階：トラック甲板（大型トラック約100台）
- 地下1階：乗用車甲板（乗用車約200台）

地下2階
- 2等客用大浴場・サウナ「マリンサウナ」[9]

## 事故・インシデント

### 改装中の火災
1977年1月30日、15時ごろ、川崎重工業神戸工場で改装工事中だった本船は、右舷中央部船底の乗組員居住区から出火した。川崎重工の自衛消防隊および神戸市消防局の消防艇1隻、消防車7台が出動して消火活動に当たり、船内の防火シャッターを閉鎖後、左舷船腹3箇所に穴を開けて発泡消火剤を注入、31日未明に鎮火した。約2,300平方メートルを焼損したが、火災発生当時、船内にいた作業員約80名および船員10名は無事だった。火災の原因は、船首部車両ランプ増設工事の溶接作業の火花により、下層の乗組員居住区の内装に着火して炎上したものとされた。